# Kenjeran
Kenjeran é um kecamatan (subdistrito) da cidade de Surabaia, na Província Java Oriental, Indonésia.
A Praia Kenjeran é também famosa por ser um local de lazer para a família.

## Keluharan
O kecamatan de Kenjeran possui 4 keluharan:
- Bulakbanteng
- Sidotopo Wetan
- Tambakwedi
- Tanah Kalikedinding